# Arachnodes philippi
Arachnodes philippi là một loài bọ cánh cứng trong họ Bọ hung (Scarabaeidae).